# Muara Jaya II
Muara Jaya II is een bestuurslaag in het regentschap Lampung Barat van de provincie Lampung, Indonesië. Muara Jaya II telt 2112 inwoners (volkstelling 2010).